# Arthur Gander
Arthur Gander est un gymnaste et dirigeant sportif suisse, né le 27 novembre 1909 à Brienz et mort le 30 mars 1981 à Mendrisio. Il a été le président de la Fédération internationale de gymnastique entre de 1966 et 1976, avant d'être remplacé par Yuri Titov.
Gander, qui a passé une partie de sa jeunesse à Chippis dans le canton du Valais entre 1929 et 1937, a été pendant des années le membre le plus important et influent du club de gymnastique de Chiasso (Tessin), où il a déménagé pour des raisons professionnelles en 1939. Par la suite, il est devenu l'entraîneur-chef de la Fédération suisse de gymnastique. Connu pour son charisme, il devient secrétaire général, vice-président et enfin président de la Fédération Internationale de Gymnastique.
En 1984,  une compétition internationale de gymnastique est baptisée à son nom : le « Mémorial Arthur Gander » se déroule chaque année en Suisse sur deux sites en alternance, Chiasso et Montreux, cette dernière ville étant remplacée par Morges à partir de 1999. Arthur Gander est introduit dans le Temple de la renommée de la gymnastique en 1997, en particulier pour sa contribution technique au code de pointage.